# Ijtihad

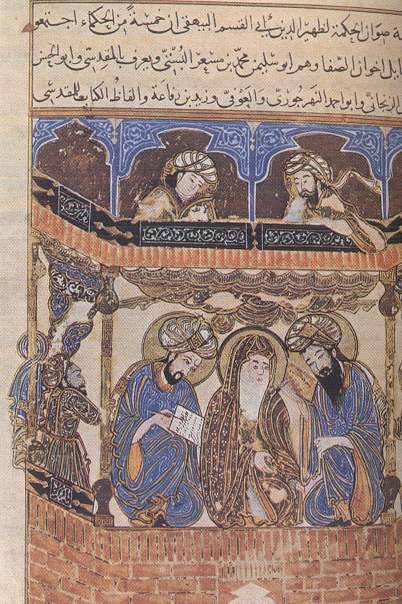
Pintura islàmica d'un jurista musulmà i els seus alumnes.

L'ijtihad —àrab: اِجْتِهاد, ijtihād, ‘esforç (de reflexió)’— designa l'esforç de reflexió que els ulemes o muftís i els juristes musulmans fan per interpretar els texts fonamentals de l'islam per tal de deduir-ne la llei islàmica o per informar el musulmà de la natura d'una acció (lícita, il·lícita, reprovable, etc.). El qui produeix aquest esforç de reflexió s'anomena mújtahid (en àrab مُجْتَهِد, mujtahid, ‘aplicat’, ‘diligent’). Aquells que no puguin realitzar aquest esforç, hauran de seguir el taqlid (refiar-se de l'opinió dels erudits) d'acord amb un mújtahid.
Alguns corrents musulmans opinen que l'ijtihad no és aplicable després del quart segle de l'era musulmana (segle x) però la majoria dels experts musulmans afirmen que sí que ho és.
El domini de l'ijtihad no està tancat però està reservat als savis competents, recomanats pels seus predecessors i reconeguts pels seus contemporanis com havent aconseguit el grau de saviesa necessari. Malgrat això, els moviments dits «progressistes» o «liberals» dins de l'islam reivindiquen que l'ijtihad hauria de ser practicat per cada fidel.